# Stazione di Varallo Sesia
La stazione di Varallo Sesia è una stazione ferroviaria capolinea della Novara-Varallo, posta nell'omonimo comune, ai piedi del Sacro Monte di Varallo. Al 2015 la stazione risulta attiva soltanto per i saltuari treni turistici che servono la linea.

## Storia

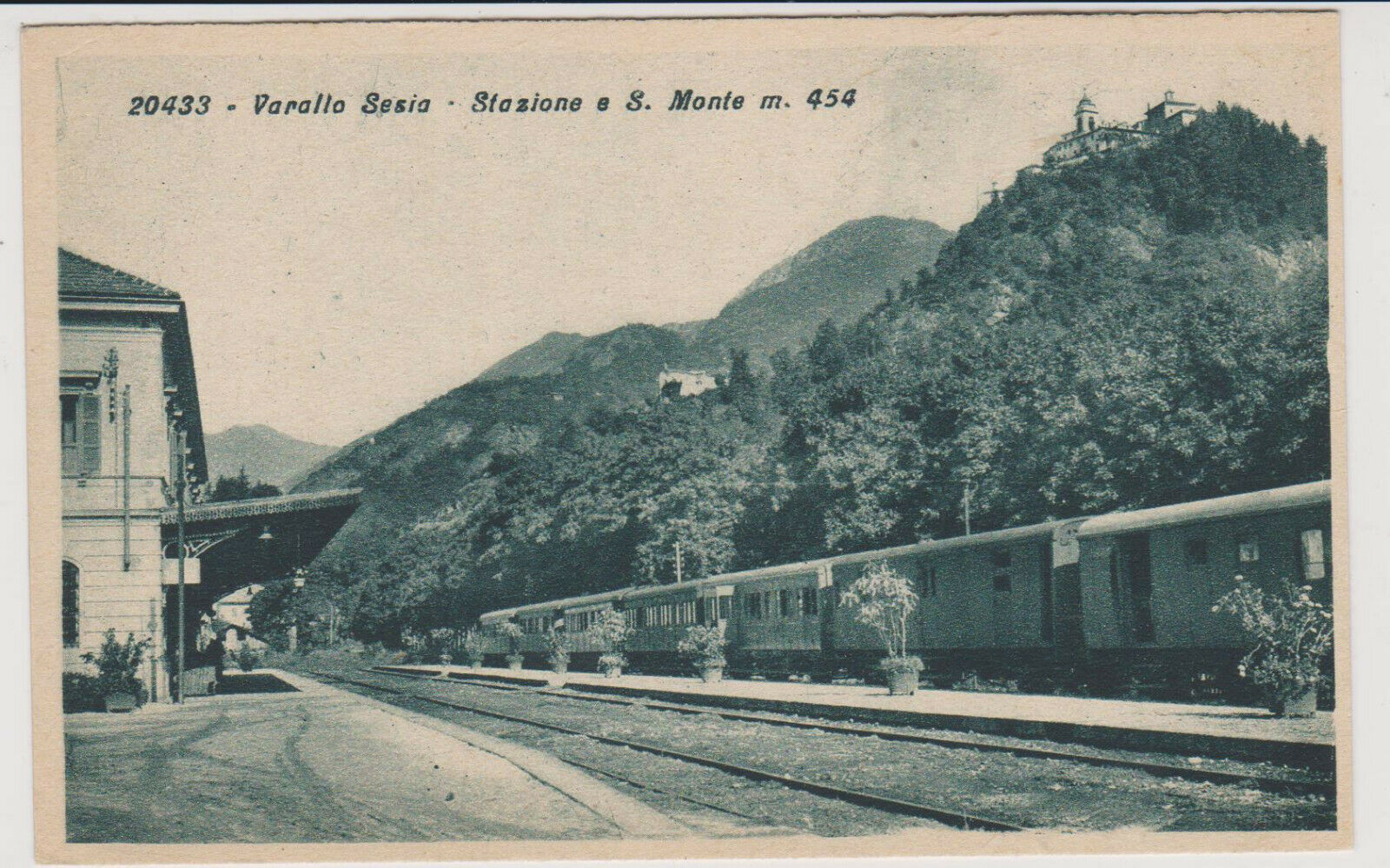
La stazione in una cartolina d'epoca

La stazione entrò in funzione il 12 aprile 1886, in concomitanza all'attivazione del tronco Borgosesia-Varallo.
A seguito della statizzazione delle ferrovie, tra il 1905 e il 1906, la linea originariamente gestita dalla Società per le Strade Ferrate del Mediterraneo venne incorporata nella rete statale e l'esercizio degli impianti fu assunto dalle Ferrovie dello Stato.
Dal 2000 la gestione dell'intera linea, e con essa quella della stazione di Varallo Sesia, passò in carico a Rete Ferroviaria Italiana la quale ai fini commerciali classifica l'impianto nella categoria "Bronze".
A partire dal 2011, la stazione subì lavori mirati allo snellimento delle linee ferroviarie poco frequentate, vedendo la soppressione del binario 2, con l'eliminazione dello scambio in direzione Novara, e lo smantellamento di alcuni binari tronchi. Per le corse venne mantenuto in funzione soltanto il binario 1, declassando l'impianto a fermata e riducendo l'esercizio a spola, con l'eliminazione di tutti gli incroci.
La stazione rimase senza traffico dal 15 settembre 2014 per effetto della sospensione del servizio passeggeri sulla linea.
Il traffico passeggeri è tornato dal 24 maggio dell'anno seguente, con la riapertura della linea a scopi turistici, in occasione di Expo 2015, il cui servizio è svolto unicamente da treni storici. In occasione di tali eventi turistici, si effettuarono lavori di riordino generale della stazione, con la pulizia dalle sterpaglie e la riapertura del binario 2.
A fine marzo 2016 iniziarono i lavori di riqualificazione dell'area ferroviaria, che consistettero nel recupero delle strutture storiche della stazione, ai fini di valorizzare la linea e ampliare l'offerta turistica. Tali lavori, conclusi a settembre 2016, hanno consentito il riallacciamento del binario a servizio dello scalo merci alla linea, disattivato nel 2015 con la riapertura del secondo binario, e la riattivazione dell'area rimessa locomotive, con la ristrutturazione del magazzino merci e il deposito locomotori, in cui sono stati ricavati altri spazi turistici, tra cui il museo ferroviario Valsesiano.

## Strutture e impianti

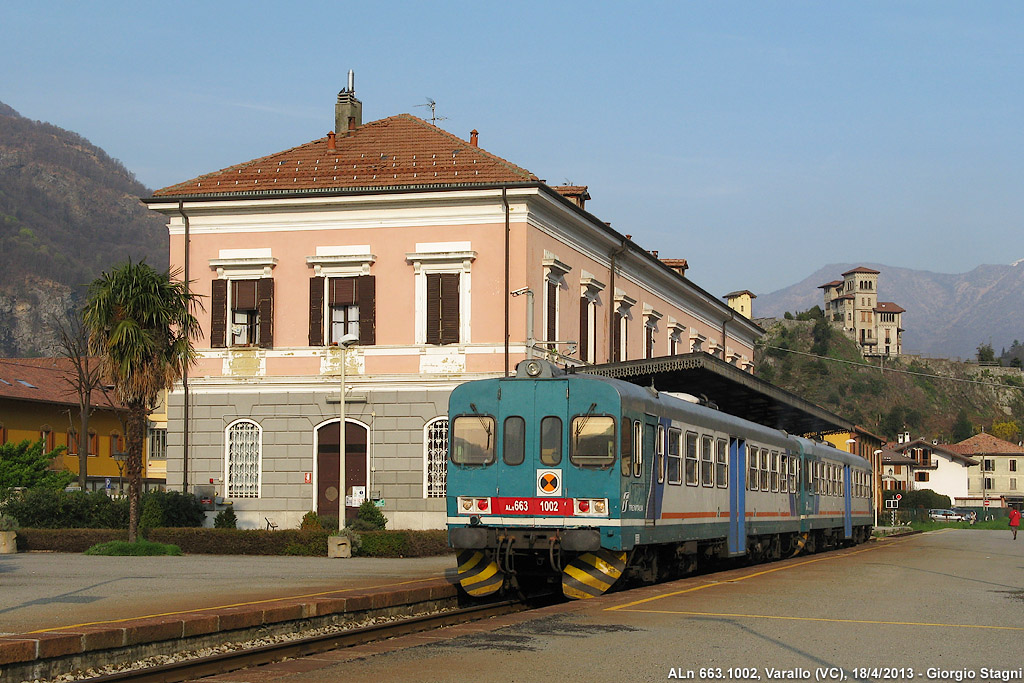
Stazione lato binari

Il progetto di prolungamento della ferrovia fino ad Alagna Valsesia, a scartamento ridotto e a trazione elettrica ma mai realizzato, giustifica la costruzione dell'impianto con caratteristiche di stazione "di transito", anziché "di testa".
La stazione è dotata di 2 binari, punto di sosta dei treni della linea a binario unico, che si ricongiungono in fondo alla stazione formando un'asta di manovra. La maggior parte del traffico è svolto sul primo binario. Il secondo è in genere utilizzato dalle motrici per effettuare la manovra di passaggio dalla coda alla testa del treno. Il traffico è regolato da un unico segnale luminoso di partenza posto in direzione Novara comandato da un piccolo banco ACEI azionato dal capotreno e dal quale è possibile chiudere i successivi due passaggi a livello, e quello di fine linea, ubicato in fondo al primo marciapiede, in direzione opposta. Tra i due binari è presente una colonna idraulica al servizio delle locomotive a vapore che risulta riattivata nel 2016. L'azionamento di tutti gli scambi della stazione è svolto manualmente dal personale sul posto, poiché essi non sono dotati di dispositivi per il comando centralizzato tramite apparato ACEI. Prima dei lavori di ammodernamento dell'intera ferrovia, avvenuto tra il 1991 e il 1992, vi erano in esercizio tre binari collegati da una comunicazione intermedia. Il terzo era di corretto tracciato, mentre i primi due di deviata.
L'impianto dispone anche di uno scalo merci, posto in direzione Novara, dotato di un binario tronco con gru, da cui si accede alla rimessa locomotive, provvista di piattaforma girevole e un'altra colonna idraulica. Tale scalo è stato recuperato nel 2016 per ospitare eventuali esposizioni di rotabili storici e consentire la rotazione delle locomotive di lunghezza compatibile alla piattaforma girevole, oltre al rifornimento d'acqua.
Il fabbricato viaggiatori è sviluppato su due piani ed è ubicato a lato dei binari viaggiatori, anziché in testa agli stessi.  L'edificio, a pianta rettangolare, risultava al 2014 solo parzialmente aperto all'utenza. Il primo terra, caratterizzato da una copertura a bugnato grigio, ospita la sede del Museo Ferroviario Valsesiano e i servizi ai viaggiatori quali la sala d'attesa, la biglietteria automatica e il bar/ristorante che si estrude in parte anche sulla banchina, al di sotto della tettoia in ghisa. Il primo piano è inaccessibile poiché adibito ad abitazione privata. È presente anche una struttura di dimensioni minori per i servizi igienici.
Nello scalo merci sono presenti 2 edifici: il magazzino merci e il deposito locomotori. L'area propinqua, lato strada, risulta riconvertita a movicentro come punto di sosta delle corriere d'interscambio.

### Museo Ferroviario Valsesiano

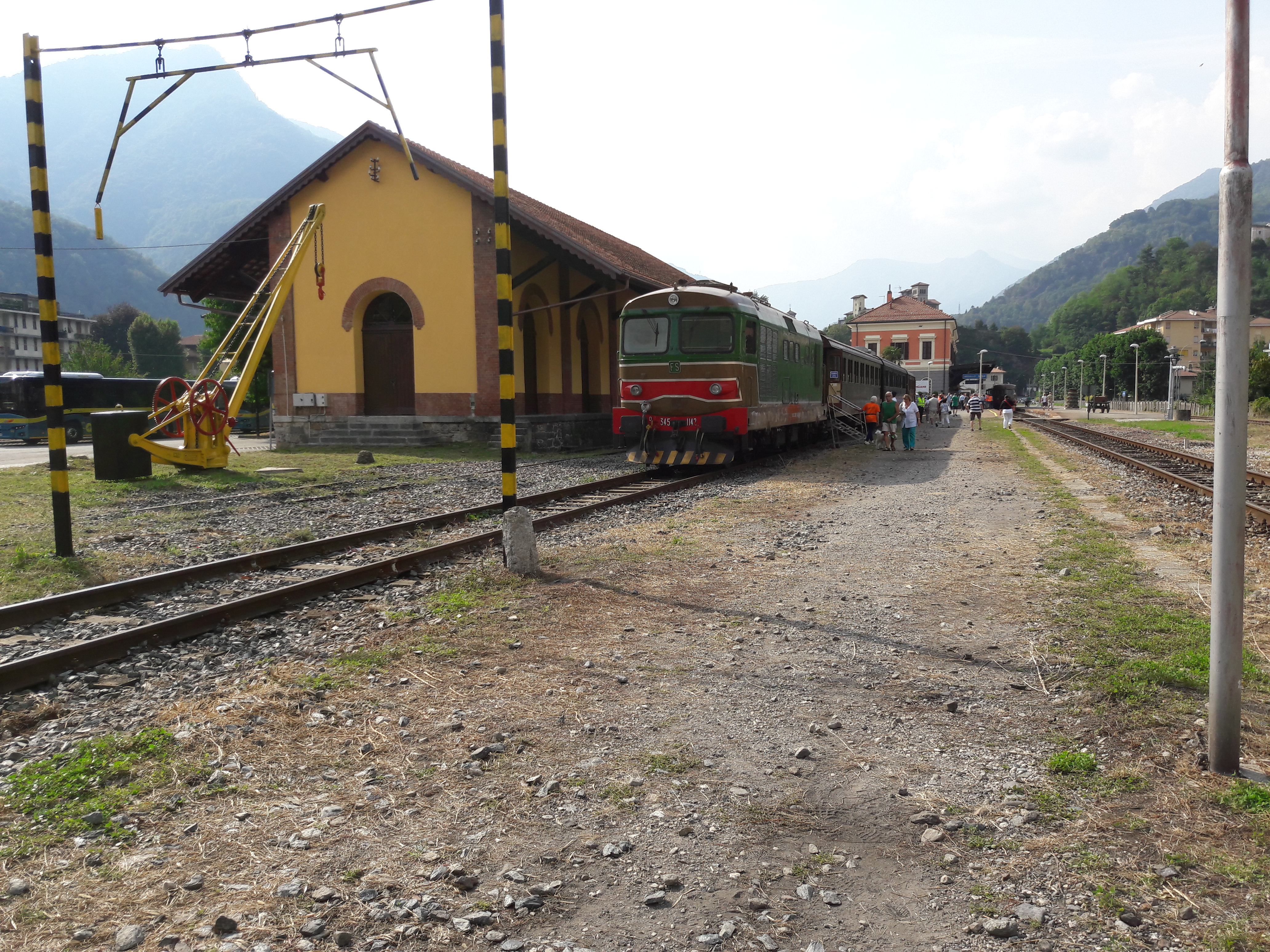
Scalo merci restaurato in occasione del 130º anniversario della linea. In sosta il treno presidenziale (in esposizione durante la festa)

In occasione del 125º anniversario della linea ferroviaria, nel fabbricato viaggiatori è stata inaugurata una saletta della nuova Associazione Museo Ferroviario Valsesiano, in cui sono stati esposti documenti, foto, cimeli ferroviari e diorami. Nel 2016, il museo è stato ampliato esternamente, con il recupero dell'area scalo merci e rimessa locomotive; oltre al restauro del magazzino merci e il deposito locomotori. L'area è stata inaugurata il 4 settembre per la festa del 130º anniversario della ferrovia.
Il 20 Maggio 2018, sono stati ripristinati i caratteristici portoni in legno all'ingresso della ottocentesca Rimessa Locomotive.

## Movimento
La stazione era servita da treni regionali di Trenitalia fino al 15 settembre 2014, giorno in cui è stato sospeso sulla linea il servizio viaggiatori per decisione della Regione Piemonte e sostituito da autocorse.
Dal 2015, l'impianto è servito su calendario da treni storici della Fondazione FS.
Ogni anno, durante il mese di luglio, la stazione risulta inoltre servita dai treni-navetta in occasione dell'Alpàa.

## Servizi

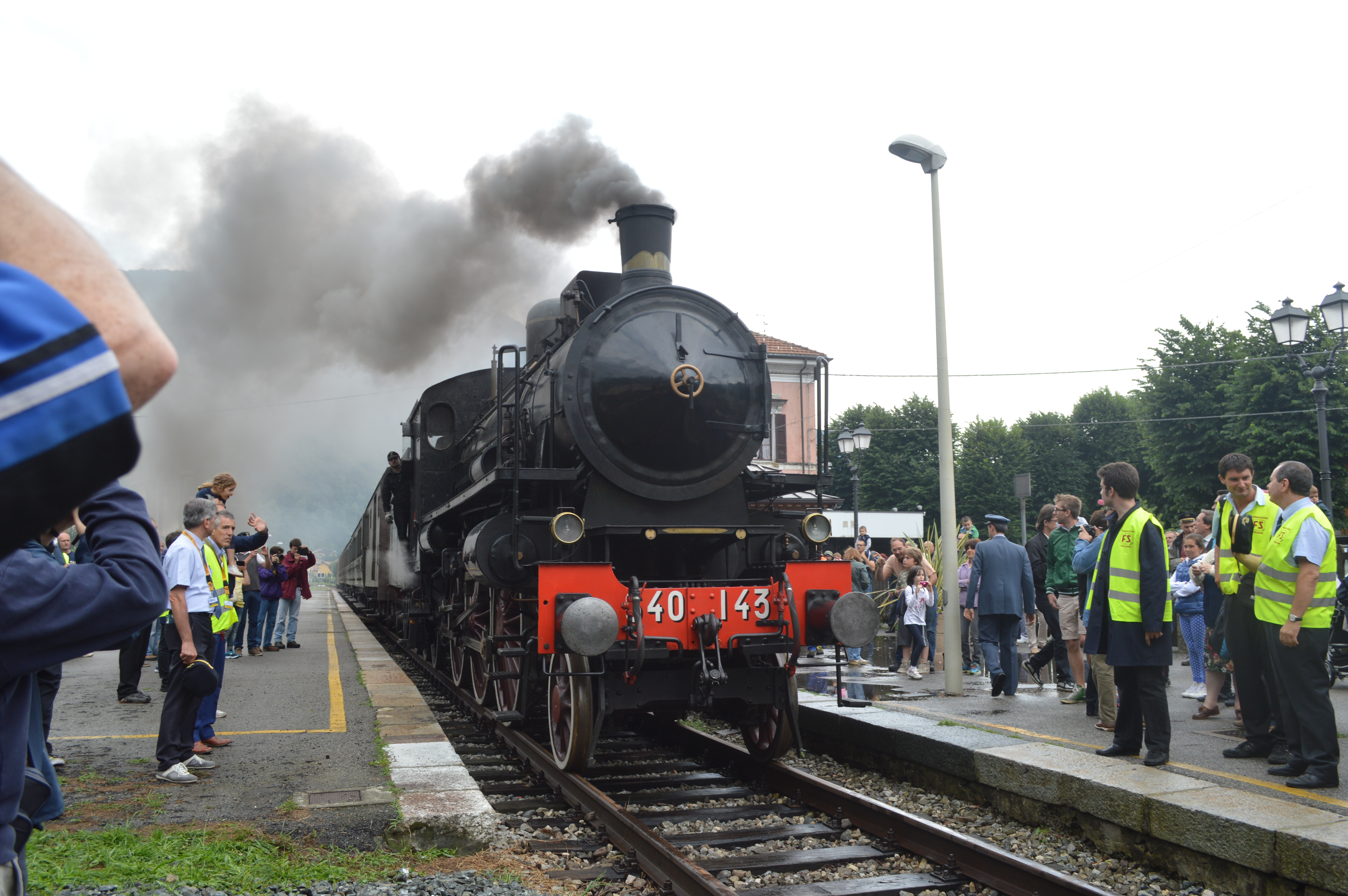
Il treno storico giunto in stazione il 14 giugno 2015

La stazione, classificata da RFI nella categoria "Bronze", è dotata dei pannelli d'informazione audio e video per i viaggiatori. Essa dispone di:
- Biglietteria automatica
- Sala d'attesa
- Bar
- Ristorante
- Servizi igienici

## Interscambi
- Fermata autobus
- Fermata funivia (Sacro Monte)